# Ludwig Baur (Archivar)
Ludwig Baur (* 11. März 1811 in Darmstadt; † 25. Mai 1877 ebenda) war ein deutscher Archivar und Diplomatiker. Er war langjähriger Archivdirektor des Geheimen Haus- und Staatsarchivs in Darmstadt.

## Leben
Ludwig Baur wurde als Sohn des Darmstädter Hofsängers und Lehrers Carl Christian Wilhelm Baur (ca. 1788–1877) und dessen Frau Katharine Schmitt in Darmstadt geboren. Nach Abschluss seiner Ausbildung zum Verwaltungsjuristen in Gießen wurde er Hofgerichts-Sekretariats-Akzessist in Darmstadt. 1836 erfolgte die Ernennung zum Gehilfen beim Geheimen Haus- und Staatsarchiv in Darmstadt und 1838 die Ernennung zum Archivsekretär. 1844 wird Baur zum zweiten Archivar ernannt. 1851 folgt die Ernennung zum Geheimen Archivar, 1853 wird Baur zum Direktor des Kabinetts-Archivs und schließlich 1855 zum Direktor des Haus- und Staatsarchivs ernannt. 1857 wird Baur zum Dr. jur. promoviert. Im August 1876 wird er auf eigenen Wunsch (im Zuge eines Ermittlungsverfahrens) in den Ruhestand versetzt. Anschließend erfolgt ein Gerichtsverfahren gegen ihn wegen Dienstvergehens. Daraufhin beging er am 25. Mai 1877 Selbstmord.

## Auszeichnungen
- 1845: Königlich-Preußischer Roten Adlerorden III. Klasse
- 1847: Ritterkreuz des Badischen Ordens vom Zähringer Löwen
- 1852: russischer St. Annenorden III. Klasse
- 1858 Dezember 26 – Ritterkreuz des Großherzoglich Hessischen Verdienstordens Philipps des Großmütigen[1]
- 1865: Ritterkreuz des Kurhessischen Wilhelms-Ordens

## Veröffentlichungen
- Urkundenbuch des Klosters Arnsburg in der Wetterau. 1849.
- Urkundenbuch des Klosters Arnsburg in der Wetterau. Die ungedruckten Urkunden des 12ten, 13ten, 14ten und 15ten Jahrhunderts des Klosters enthaltend, Darmstadt 1851 (Google Books).
- (Hrsg.): Hessische Urkunden. Aus dem Grossherzoglich-Hessischen Haus- und Staatsarchive. 1860.
- Berichte des Hessen-Darmstädtischen Gesandten Justus Eberh. Passer an die Landgräfin Elisabeth Dorothea. 1867.